# Harry Kaskey
Harry Hubert Kaskey (* 15. September 1902 in Chicago, Illinois; † 21. August 1992 in Sarasota, Florida) war ein US-amerikanischer Eisschnellläufer.
Kaskey gewann im Jahr 1923 das US-amerikanische sowie das kanadische Allround-Turnier und belegte beim International Silver Cup 1922 und bei den New Jersey State Championships 1924 jeweils den zweiten Platz. Bei den Olympischen Winterspielen 1924 in Chamonix kam er auf den 13. Platz über 10.000 m, auf den 12. Rang über 500 m und auf den siebten Platz über 1500 m. Nach dem Spielen wurde er von Amateurwettbewerben ausgeschlossen, da ihm vorgeworfen wurde, mit dem Sport viel Geld eingenommen zu haben. Diese Sperre wurde im folgenden Jahr widerrufen. Trotzdem nahm er an keinen Wettbewerben mehr teil.

## Persönliche Bestleistungen
| Disziplin | Zeit        | Datum           | Ort      |
| --------- | ----------- | --------------- | -------- |
| 500 m     | 46,4 s      |                 |          |
| 1500 m    | 2:29,8 min  | 25. Januar 1924 | Chamonix |
| 10.000 m  | 18:57,0 min |                 |          |